# Irmgard von Lemmers-Danforth

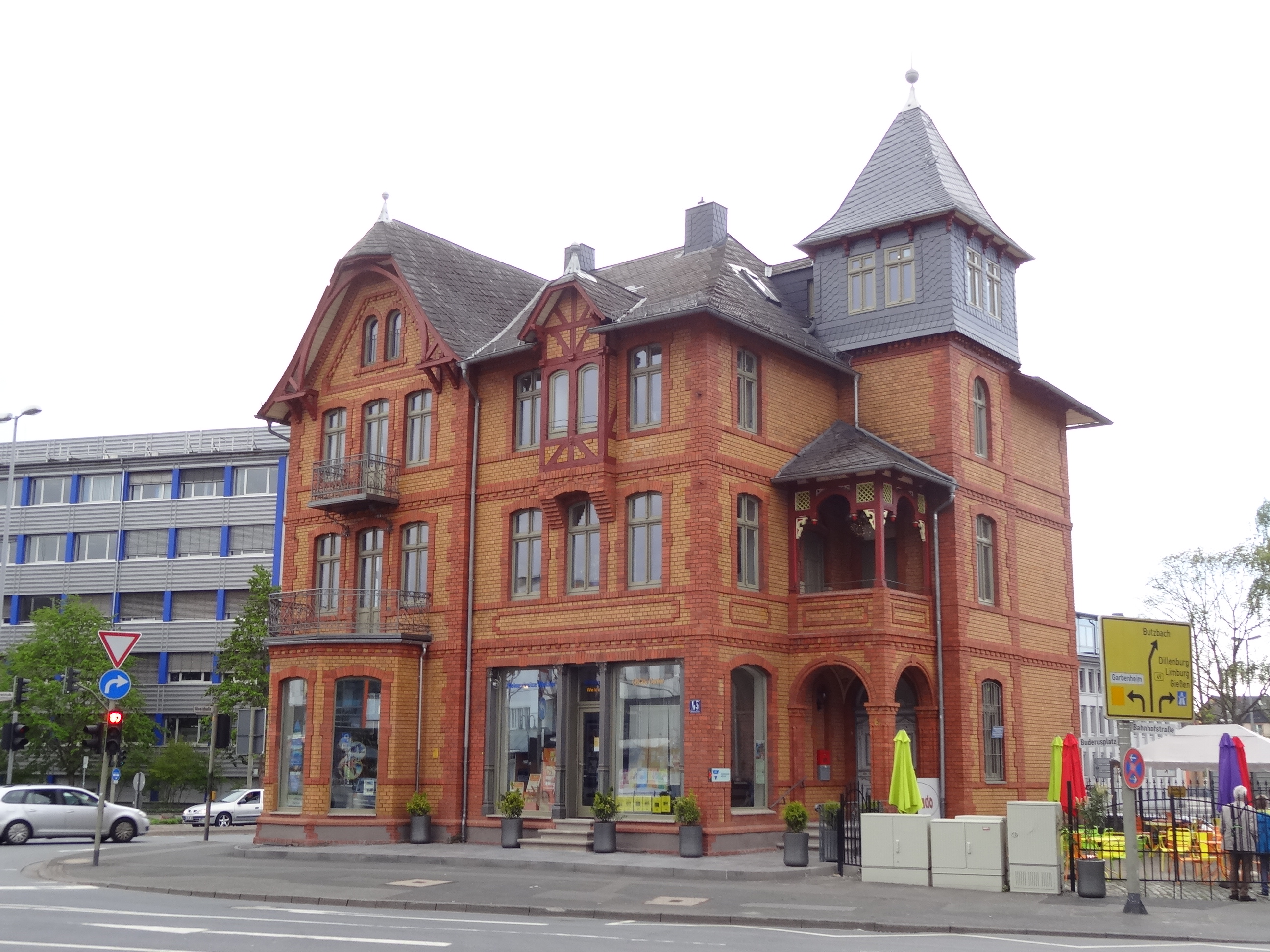
Wohnhaus und Praxis von Lemmers-Danforth vor ihrem Umzug ins Palais Papius

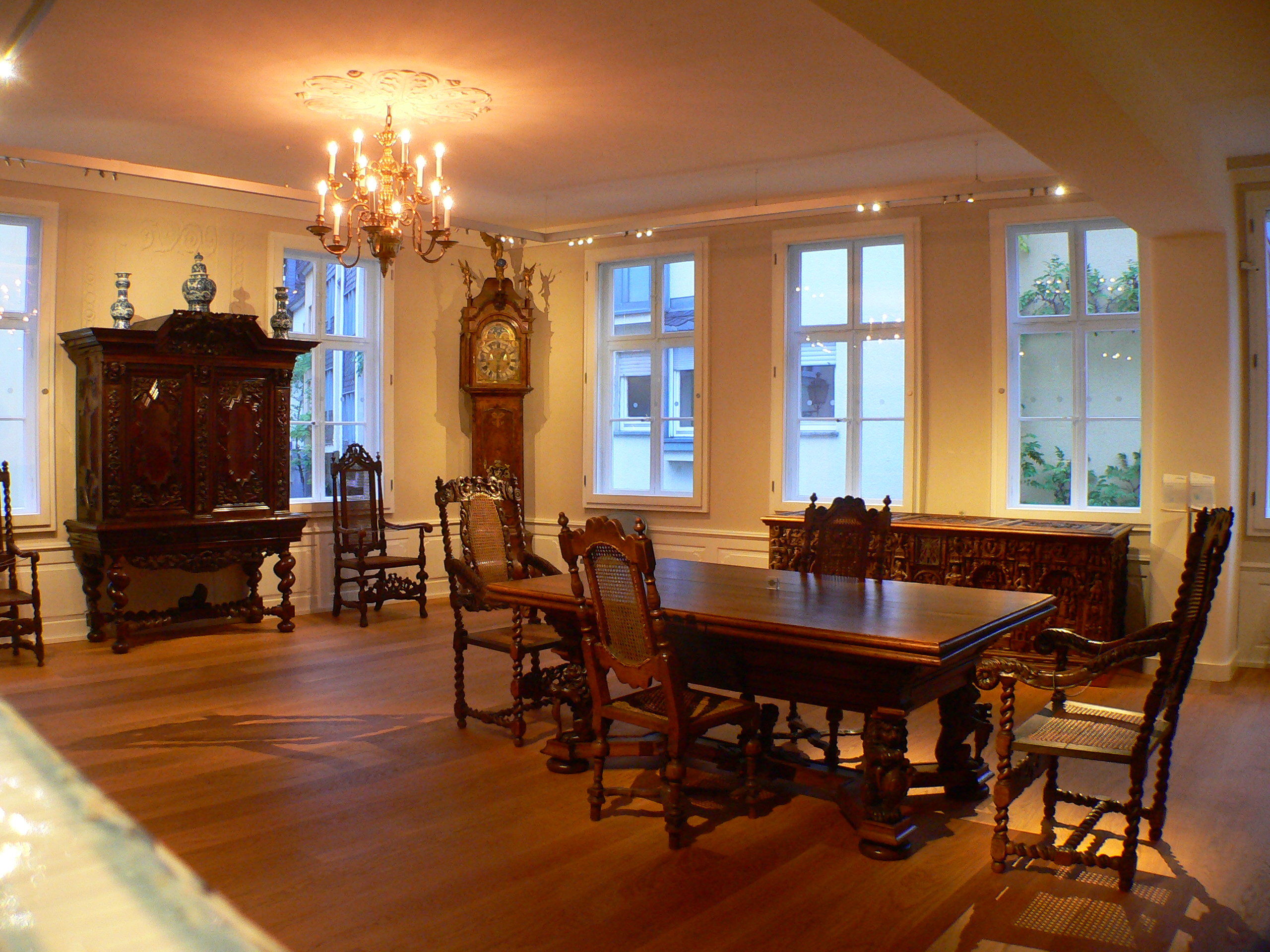
Ein Ausstellungsraum mit Möbelstücken aus ihrer Sammlung im Palais Papius

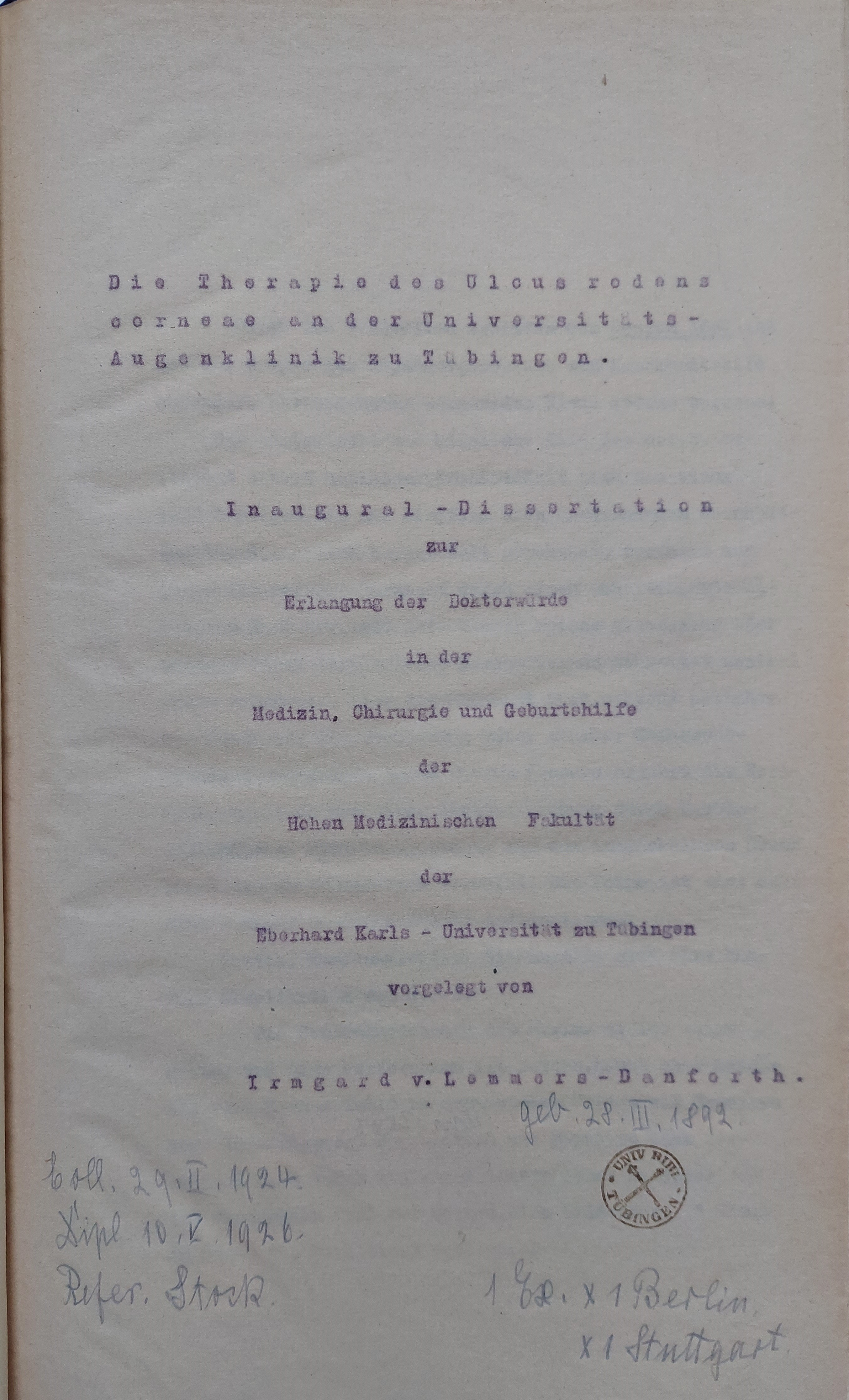
Dissertation (1926)

Irmgard Freiin von Lemmers-Danforth (* 28. März 1892 in Wilhelmshaven; † 22. Januar 1984 in Wetzlar) war eine deutsche Kinderärztin und bekannte Sammlerin historischer Möbelstücke im hessischen Wetzlar.

## Leben und Wirken

### Jugend und Beruf
Irmgard von Lemmers-Danforth wurde 1892 in Wilhelmshaven als Tochter des königlich-preußischen Bauinspektors und geheimen Oberbaurats Friedrich Wilhelm Johann Freiherr von Lemmers-Danforth und dessen Frau Maria, geborene Ahrens-Neuschlagsdorff, geboren. Der Beruf ihres Vaters führte zu häufigen Umzügen. Lemmers-Danforth schloss im Oktober 1907 die Höhere Mädchenschule in Mülheim an der Ruhr ab und verbrachte die Folgezeit in einem Töchterheim in Bad Wilhelmshöhe sowie bei den Eltern und auf Reisen. Am 1. Januar 1914 begann sie eine Ausbildung zur Krankenschwester beim Evangelischen Diakonieverein Zehlendorf und legte ein Jahr später die Prüfung ab. In der Anfangszeit des Ersten Weltkrieges arbeitete sie in Berlinern Hospitälern.
Nach dem Abitur im Jahre 1918 begann Lemmers-Danforth das Medizinstudium und legte am 24. März 1921 die ärztliche Vorprüfung an der Universität Göttingen ab, am 21. Dezember 1923 auch das Staatsexamen. Nach ihrer praktischen Tätigkeit in Augsburg und Saarbrücken erhielt sie 1925 die Approbation. Im Folgejahr promovierte von Lemmers-Danforth bei Wolfgang Stock an der Universität Tübingen mit einer Dissertation zum Thema Die Therapie des Ulcus rodens corneae an der Universitäts-Augenklinik zu Tübingen.
Schließlich übernahm sie in Wetzlar zum 1. Januar 1928 eine Kinderarztpraxis am Bollerbrückenplatz, dem heutigen Buderusplatz. Sie lebte zu dieser Zeit in der elterlichen Wohnung in Gießen, aus der sie 1933 auszog. In der Zeit des Nationalsozialismus verhielt sich Lemmers-Danforth nicht parteikonform und trat auch dem NS-Ärztebund nicht bei. Ihre Kinderarztpraxis gab sie erst im Alter von 83 Jahren am 1. April 1975 auf.

### Aufbau der Sammlung
Bereits in den frühen 1930er-Jahren begann sie mit dem Erwerb von Kunst- und Einrichtungsobjekten bestimmter Stilrichtungen, woraus sich im Lauf der Zeit eine umfangreiche private Sammlung von Mobiliar und Wohnzubehör entwickelte. Seit 1963 ist die Sammlung, die inzwischen annähernd 500 Exponate umfasst, im Besitz der Stadt Wetzlar, seit 1967 wird sie unter dem Namen Europäische Wohnkultur aus Renaissance und Barock. Sammlung Irmgard Freiin von Lemmers-Danforth im Palais Papius ausgestellt.
Irmgard von Lemmers-Danforth erhielt am 2. Februar 1972 das Bundesverdienstkreuz am Bande und am 15. Dezember 1979 die Ehrenbürgerschaft der Stadt Wetzlar. Im Jahr 1980 verlieh ihr der hessische Kultusminister Hans Krollmann die Goethe-Plakette. Sie lebte seit 1976 mit ihrer Lebensgefährtin Hildegard Pletsch (1915–2005) auch privat im Palais Papius und führte gemeinsam mit Pletsch durch die Ausstellungsräume. Irmgard von Lemmers-Danforth starb 1984 im Alter von 92 Jahren.
Die Sammlung wurde 1998 von der Furniture History Society, einer internationalen Vereinigung von Fachleuten für historische Möbel, der Vertreter bedeutender Museen und Auktionshäuser angehören, unter der Führung des Kurators des Metropolitan Museum of Art in New York, Wolfram Koeppe, besucht und begutachtet.